# Кривача (Билеча)
Кривача (серб. Кривача / Krivača) — село в общине Билеча Республики Сербской Боснии и Герцеговины. В настоящее время село необитаемо.

## Население[3]
Население по годам:
- 1961 год — 132 человека
- 1971 год — 119 человек
- 1981 год — 87 человек
- 1991 год — 44 человека (42 — мусульмане, 2 — прочие)